# Llanto de un héroe
Llanto de un héroe è il secondo album in studio del gruppo power metal spagnolo Avalanch, pubblicato nel 1999.

## Tracce
1. Intro – 1:48
2. Torquemada – 6:26
3. Por mi libertad – 6:06
4. Pelayo – 7:16
5. Vientos del sur – 6:54
6. Polvo, sudor y sangre – 1:05
7. Cid – 5:11
8. ¿Dias de gloria...? – 6:01
9. No pidas que crea en ti – 5:06
10. Cambaral – 6:07
11. Aquí estaré – 5:27
12. Llanto de un héroe – 5:04